# Баранович (герб)
Баранович (пол. Baranowicz) – шляхетський герб, різновид герба Сирокомля.

## Опис герба
У червоному полі на срібній лекавиці установлена така ж стріла вістрям догори перехрещена двома косими хрестами. Клейнод: три пера страуса. Намет: червоний, підбитий сріблом.

## Історія
У 1668 році згадується Костянтин Баранович, підстолій лідський.

## Гербовий рід
Барановичі (Baranowicz), Яловські (Jałowski).